# ララーニュ＝モンテグラン
ララーニュ＝モンテグラン （Laragne-Montéglin、オック語ヴィヴァロ＝アルパン方言:L'Aranha-Montaiglin）は、フランス、プロヴァンス＝アルプ＝コート・ダジュール地域圏、オート＝アルプ県のコミューン。2014年に設置されたバロニー・プロヴァンサル自然公園の一部である。

## 地理

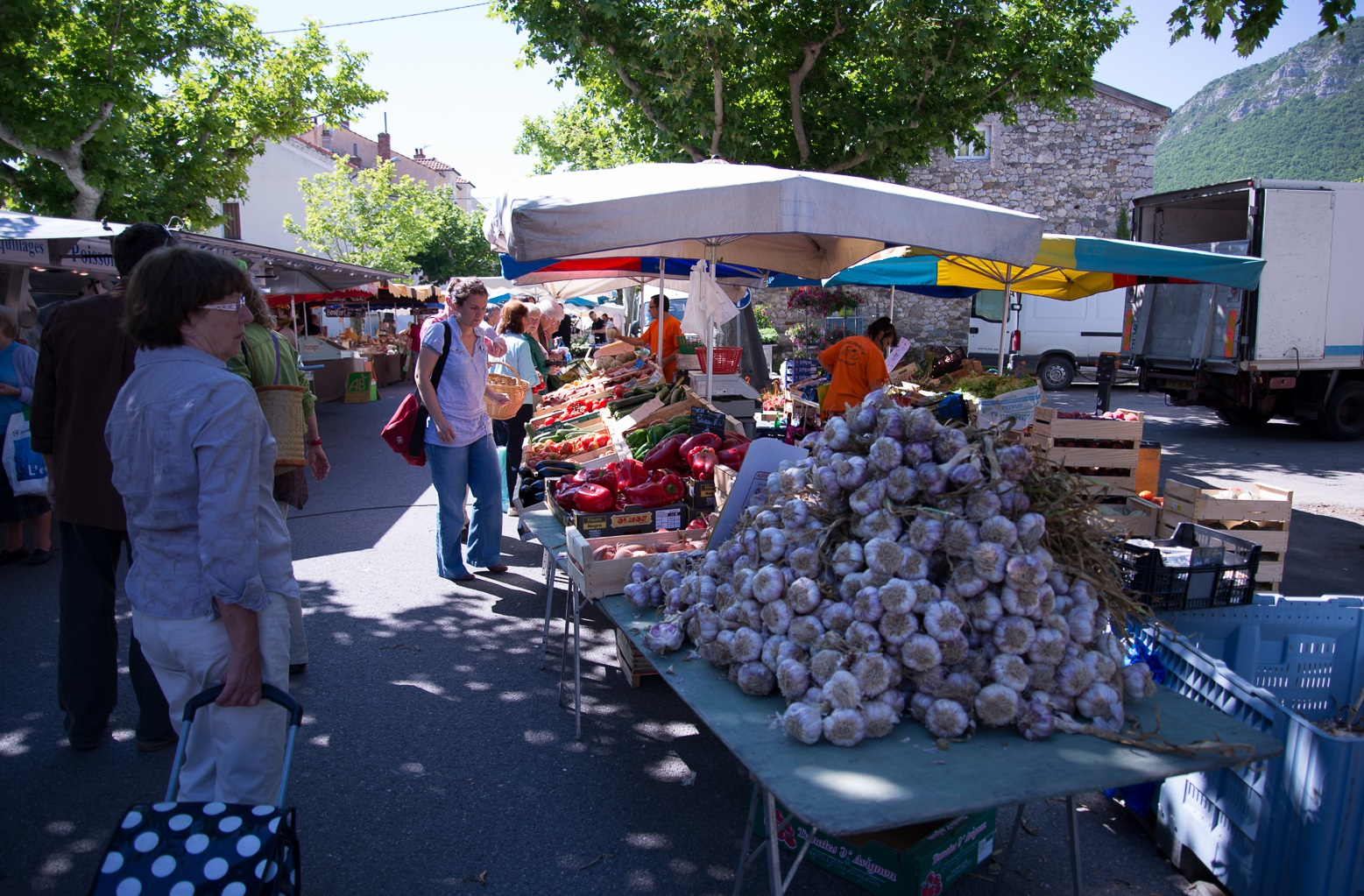
ララーニュ＝モンテグランのマルシェ

ララーニュ＝モンテグランはグルノーブルの125km南、マルセイユの150km北、ヴァランスの154km東にある。ギャップの南41km、シストロンの17km北にある。ビュエック川谷の微気候の恩恵を受け、高地で晴天が多く、プラタナスの木が広場に植えられ、カフェや印象的な泉によって証明されるように、ララーニュ＝モンテグランはプロヴァンス風の大きな町である。
町には、TERプロヴァンス＝アルプ＝コート・ダジュールのマルセイユ-ブリアンソン間路線が停車する鉄道駅がある。コミューンを県道1075号線、旧国道75号線が横切っている。

## 由来
町の名は古いオーベルジュ（fr、旅籠）が掲げた看板のde l’Aragne（l'araignée）に由来する。

## 歴史
16世紀にこの地に単独で設置された軍の哨所の隣にあった、オーベルジュにちなんだ地名である。オーベルジュはl’Aragneという看板を掲げていた。言い伝えによれば、村はその旅籠の周りにできたため、その名をとったのだという。

## 人口統計
| 1962年 | 1968年 | 1975年 | 1982年 | 1990年 | 1999年 | 2008年 | 2013年 |
| ------ | ------ | ------ | ------ | ------ | ------ | ------ | ------ |
| 2998   | 3579   | 3847   | 3647   | 3371   | 3296   | 3532   | 3491   |

参照元:1962年から1999年までは複数コミューンに住所登録をする者の重複分を除いたもの。それ以降は当該コミューンの人口統計によるもの。1999年までEHESS/Cassini、2006年以降INSEE。